# Camphorosma
Camphorosma es un género de plantas herbáceas perteneciente a la familia Amaranthaceae. Comprende 20 especies descritas y de estas, solo 5 aceptadas.

## Descripción
Son arbustos enanos o hierbas, con tallos ± densamente pubescentes y hojas alternas, rígidas, lineales, subuladas a aciculares, pubescentes a glabras. Flores hermafroditas o femeninas, sin bractéolas, solitarias, axilares, formando a menudo cortos pseudo-picos; segmentos del perianto 4 (-5), con los dos segmentos laterales más grandes, unidos desde la base hasta por encima de la media hacia la cubierta. Estambres 4 (-5), por lo general ± semillas exsertas, vertical con un gancho en forma de embrión casi circular.

## Taxonomía
El género fue descrito por Carlos Linneo y publicado en Species Plantarum 1: 122, en 1753.

#### Etimología
Camphorosma: nombre genérico que se deriva de la combinación del vocablo latino camphora; alcanfor, y del vocablo griego ὀσμή (osmé); "olor"; en referencia al olor que desprenden las especies del género.

## Especies aceptadas
A continuación se brinda un listado de las especies del género Camphorosma aceptadas actualmente, ordenadas alfabéticamente. Para cada una se indica el nombre binomial seguido del autor, abreviado según las convenciones y usos.
- Camphorosma annua Pall., 1806
- Camphorosma monspeliaca L., 1753 - alcanforada[6]
- Camphorosma persepolitana Gand., 1919
- Camphorosma polygama Bunge ex Boiss., 1879
- Camphorosma songorica Bunge, 1879